# ماريا آنا من بافاريا (1608-1551)
ماريا آنا من بافاريا (الألمانية: Maria Anna von Bayern؛ 21 مارس 1551 - 29 أبريل 1608)؛ هي ابنة ألبرشت الخامس دوق بافاريا والأرشيدوقة آنا من النمسا، تزوجت في 1571 من خالها كارل الثاني أرشيدوق النمسا الذي خطب في البداية لـ إليزابيث الأولى ملكة إنجلترا، بحيث استمر المفاوضات لسنوات عديدة وفي الأخير رفضته، استطعت ماريا أنجاب لخالها خمسة عشر أطفال من بينهم في المستقبل فرديناند الثاني، إمبراطور الروماني المقدس.

## السيرة الذاتية
تلقت ماريا آنا تعليمًا بدائياً في اللغة اللاتينية والدين، ولكنها تلقت تعليمًا منفصلاً في الموسيقى على الأرجح من قبل أورلاندو دي أسوس.
في 26 أغسطس 1571 في فيينا تزوجت ماريا آنا من خالها كارل الثاني، تم ترتيب الزواج لمنح كارل الدعم السياسي من بافاريا، بحيث أصبحت وكيل بافاريا في فيينا.
وصفت العلاقة بينهم بأنها جيدة، بحيث كانت جريئة وطموحة ومحبّة للأبهة والسلطة، وكانت أيضا متدينة ، وشاركت في شؤون الدولة واستفادت من إصلاح المضاد القوي في أراضي زوجها، وكذلك واصلت تعليمها في الموسيقى، واستفادت من المدرسة اليسوعية في غراتس، وأمضت وقتها في العبادة الدينية والجمعيات الخيرية الدينية.
ترملت ماريا آنا عام 1590، واصلت المشاركة في السياسة كمستشارة لابنها وشجعته على مواصلة الإصلاح المضاد والعمل ضد رجال الدين البروتستانت والنبلاء، حتى تقاعدت في دير سانت كلير بغراتس في 1608، مراسلاتها محفوظة جزئيًا.

## الذرية
| الاسم                              | الصورة | الميلاد                 | الوفاة                      | ملاحطة                                                                                        |
| ---------------------------------- | ------ | ----------------------- | --------------------------- | --------------------------------------------------------------------------------------------- |
| الأرشيدوق فرديناند                 |        | يودنبورغ، 15 يوليو 1572 | يودنبورغ، 3 أغسطس 1572      | توفي صغيراً.                                                                                   |
| آنا ملكة بولندا                    |        | غراتس، 16 أغسطس 1573    | وارسو، 10 فبراير 1598       | تزوجت في 31 مايو 1592 من سييسموند فاسا ملك بولندا ودوق ليتوانيا الأكبر وملك السويد، لهم ذرية. |
| ماريا كريستينا أميرة ترانسلفانيا   |        | غراتس، 10 نوفمبر 1574   | هال إن تيرول، 6 أبريل 1621  | تزوجت في 6 أغسطس 1595 من زيكموند باتوري أمير ترانسلفانيا، طلقت في 1599.                       |
| الأرشيدوقة كاثرينا ريناتا          |        | غراتس، 4 يناير 1576     | غراتس، 29 يونيو 1599        | توفيت غير متزوجة.                                                                             |
| الأرشيدوقة إليزابيث                |        | غراتس، 13 مارس 1577     | غراتس، 29 يناير 1586        | توفيت صغيرة.                                                                                  |
| فرديناند الثاني                    |        | غراتس، 9 يوليو 1578     | فيينا، 15 فبراير 1637       | أصبح إمبراطور الروماني المقدس في 1619.                                                        |
| الأرشيدوق كارل                     |        | غراتس، 17 يوليو 1579    | غراتس، 17 مايو 1580         | توفي صغيراً.                                                                                   |
| الأرشيدوقة غريغوريا ماكسيمليانا    |        | غراتس، 22 مارس 1581     | غراتس، 20 سبتمبر 1597       | توفيت غير متزوجة.                                                                             |
| الأرشيدوقة إليونور                 |        | غراتس، 25 سبتمبر 1582   | هال إن تيرول، 28 يناير 1620 | توفيت غير متزوجة.                                                                             |
| الأرشيدوق ماكسيمليان إرنست         |        | غراتس، 17 نوفمبر 1583   | غراتس، 18 فبراير 1616       | فارس من فرسان تيوتون.                                                                         |
| مارغريت ملكة إسبانيا               |        | غراتس، 25 ديسمبر 1584   | الإسكوريال، 3 أكتوبر 1611   | تزوجت في 18 أبريل 1599 من فيليب الثالث ملك إسبانيا والبرتغال، لهم ذرية.                       |
| ليوبولد الخامس أرشيدوق النمسا      |        | غراتس، 9 أكتوبر 1586    | شفاتس، 13 سبتمبر 1632       | أصبح أرشيدوق النمسا الخارجية وكونت تيرول.                                                     |
| كونستانس ملكة بولندا               |        | غراتس، 24 ديسمبر 1588   | وراسو، 10 يوليو 1631        | تزوجت في 11 ديسمبر 1605 من سييسموند فاسا أرمل شقيقتها، لهم ذرية.                              |
| ماريا مادالينا دوقة توسكانا الكبرى |        | غراتس، 7 أكتوبر 1589    | باساو، 1 نوفمبر 1631        | تزوجت في 19 أكتوبر 1608 في كوزيمو الثاني دي ميديشي دوق توسكانا الأكبر.                        |
| كارل                               |        | غراتس، 7 أغسطس 1590     | مدريد، 28 ديسمبر 1624       | أسقف فروتسواف وبريكسن (1608-24)، والسيد الأكبر للفرسان التيوتون (1618-24).                    |